# 卡姆揚卡河 (艾達爾河支流)
卡姆揚卡河（烏克蘭語：Кам'янка），又按俄語名譯為卡緬卡河（俄语：Каменка），是烏克蘭東部盧甘斯克州的河流，並屬於艾達爾河的左支流。該河發源自卡姆揚卡，河口處在新普斯科夫，河道全長41公里，流域面積608平方公里。